# MTV Video Music Awards 2010
Gala MTV Video Music Awards 2010 odbyła się 12 września 2010 roku, w Nokia Theater w Los Angeles w Stanach Zjednoczonych. Była to 27. edycja tej gali.
Nominacje do tej nagrody zostały ogłoszone 3 sierpnia 2010 roku. Najwięcej nominacji oraz statuetek zdobyła Lady Gaga, która otrzymała trzynaście nominacji (w tym pięć podwójnych, tj. w jednej kategorii oraz jedną potrójną). Ostatecznie zdobyła osiem nagród, w tym jedną wspólnie z Beyoncé.

## Nominacje

### Teledysk roku
- 30 Seconds to Mars – "Kings and Queens"
- B.o.B (współpraca: Hayley Williams) – "Airplanes"
- Eminem – "Not Afraid"
- Florence and the Machine – "Dog Days Are Over"
- Lady Gaga – "Bad Romance"
- Lady Gaga (współpraca: Beyoncé) – "Telephone"

### Najlepszy żeński teledysk
- Beyoncé (współpraca: Lady Gaga) – "Video Phone"
- Kesha – "Tik Tok"
- Lady Gaga – "Bad Romance"
- Katy Perry (współpraca: Snoop Dogg) – "California Gurls"
- Taylor Swift – "Fifteen"

### Najlepszy męski teledysk
- B.o.B (współpraca: Hayley Williams) – "Airplanes"
- Jason Derülo – "In My Head"
- Drake – "Find Your Love"

* Eminem – "Not Afraid"
- Usher (współpraca: will.i.am) – "OMG"

### Najlepszy nowy artysta
* Justin Bieber (współpraca: Ludacris) – "Baby"
- Broken Bells – "The Ghost Inside"
- Jason Derülo – "In My Head"
- Kesha – "Tik Tok"
- Nicki Minaj (współpraca: Sean Garrett) – "Massive Attack"

### Najlepszy teledysk popowy
- Beyoncé (współpraca: Lady Gaga) – "Video Phone"
- B.o.B (współpraca: Bruno Mars) – "Nothin’ on You"
- Kesha – "Tik Tok"

* Lady Gaga – "Bad Romance"
- Katy Perry (współpraca: Snoop Dogg) – "California Gurls"

### Najlepszy teledysk rockowy
* 30 Seconds to Mars – "Kings and Queens"
- Florence and the Machine – "Dog Days Are Over"
- MGMT – "Flash Delirium"
- Muse – "Uprising"
- Paramore – "Ignorance"

### Najlepszy teledysk hip hopowy
- B.o.B (współpraca: Hayley Williams) – "Airplanes"
- Drake (współpraca: Kanye West, Lil Wayne i Eminem) – "Forever"

* Eminem – "Not Afraid"
- Jay-Z (współpraca: Swizz Beatz) – "On to the Next One"
- Kid Cudi (współpraca: MGMT i Ratatat) – "Pursuit of Happiness"

### Best Dance Video
- Cascada – "Evacuate the Dancefloor"
- David Guetta (współpraca: Akon) – "Sexy Chick"
- Enrique Iglesias (współpraca: Pitbull) – "I Like It"

* Lady Gaga – "Bad Romance"
- Usher (współpraca: will.i.am) – "OMG"

### Najlepsza współpraca
- 3OH!3 (współpraca: Kesha) – "My First Kiss"
- Beyoncé (współpraca: Lady Gaga) – "Video Phone"
- B.o.B (współpraca: Hayley Williams) – "Airplanes"
- Jay-Z and Alicia Keys – "Empire State of Mind"

* Lady Gaga (współpraca: Beyoncé) – "Telephone"

### Przełomowy teledysk
- Dan Black – "Symphonies"
- The Black Keys – "Tighten Up"
- Coldplay – "Strawberry Swing"
- Gorillaz (współpraca: Bobby Womack i Mos Def) – "Stylo"

### Najlepsza reżyseria
- 30 Seconds to Mars – "Kings and Queens" (Bartholomew Cubbins)
- Eminem – "Not Afraid" (Rich Lee)
- Jay-Z and Alicia Keys – "Empire State of Mind" (Hype Williams)

* Lady Gaga – "Bad Romance" (Francis Lawrence)
- Pink – "Funhouse" (Dave Meyers)

### Najlepsza choreografia
- Beyoncé (współpraca: Lady Gaga) – "Video Phone" (Frank Gatson Jr., Phlex i Bryan Tanaka)

* Lady Gaga – "Bad Romance" (Laurie Ann Gibson)
- Lady Gaga (współpraca: Beyoncé) – "Telephone" (Laurie Ann Gibson)
- Janelle Monáe (współpraca: Big Boi) – "Tightrope" (Janelle Monáe i Memphis Jookin Community)
- Usher (współpraca: will.i.am) – "OMG" (Aakomon “AJ” Jones)

### Najlepsze efekty specjalne
- Dan Black – "Symphonies" (Corinne Bance i Axel D’Harcourt)
- Eminem – "Not Afraid" (Animaholics-VFX)
- Green Day – "21st Century Breakdown" (Laundry)
- Lady Gaga – "Bad Romance" (Skulley Effects VFX)

* Muse – "Uprising" (Sam Stevens)

### Najlepsza dyrekcja artystyczna
- 30 Seconds to Mars – "Kings and Queens" (Marc Benacerraf)
- Beyoncé (współpraca: Lady Gaga) – "Video Phone" (Lenny Tso)
- Eminem – "Not Afraid" (Ethan Tobman)
- Florence and the Machine – "Dog Days Are Over" (Louise Corcoran i Aldene Johnson)
- Lady Gaga – "Bad Romance" (Charles Infante)

### Najlepszy montaż
- Eminem – "Not Afraid" (Ken Mowe)

* Lady Gaga – "Bad Romance" (Jarrett Fijal)
- Miike Snow – "Animal" (Frank Macias)
- Pink – "Funhouse" (Chris Davis)
- Rihanna – "Rude Boy" (Clark Eddy)

### Najlepsza kinematografia
- Eminem – "Not Afraid" (Chris Probst)
- Florence and the Machine – "Dog Days Are Over" (Adam Frisch)

* Jay-Z and Alicia Keys – "Empire State of Mind" (John Perez)
- Lady Gaga – "Bad Romance" (Thomas Kloss)
- Mumford & Sons – "Little Lion Man" (Ben Magahy)